# 丁怡銘
丁怡銘（1976年12月13日—），臺灣雲林人，成長於新北市，民主進步黨籍政治人物，曾任行政院發言人。

## 早年
丁怡銘從小在雲林出身，求學階段才全家搬到新北市，就讀板橋高中時接觸排球，曾獲全校排球競賽冠軍，到大學時奪過全國政治系冠軍。

## 從政
早期擔任民主進步黨黨工，任職於黨中央的輿情小組和中央政策會 。
2006年2月曾任行政院新聞局秘書；2007年轉任退輔會秘書；後來南下嘉義擔任縣長室秘書。2016年，蔡英文當選總統，丁怡銘加入總統府發言人室。後因蘇貞昌參選新北市長而辭職，轉而擔任競選新媒體宣傳的總操盤手。
2020年5月20日，接替調任總統府發言人的前任谷辣斯·尤達卡出任行政院發言人，同年11月15日離職。
2021年3月，丁怡銘回任行政院有給職顧問，比照簡任第十三職等進用，月薪約12萬元 。

## 事件與言論

### 「一粒卡臣」文案
2020年3月，在COVID-19蔓延之際，由於網路「衛生紙與口罩同原料」的錯誤訊息，而使民眾瘋搶衛生紙，即所謂「衛生紙之亂」。當時丁怡銘在討論衛生紙之亂想到大家只有一個地球而發想到「一粒卡臣」，進而在蘇貞昌臉書發佈「咱只有一粒卡臣（每個人只有一個屁股）」貼文，隨即在網路發酵，甚至日本媒體也跟著報導，有觀點認為有助於消除民眾的恐慌。而行政院在新冠肺炎疫情期間為振興民間消費所發行的「三倍劵」也是由丁怡銘命名。

### 「牛肉麵之亂」
2020年11月12日，臺北市長柯文哲出席行政院院會，建議萊豬應有明白標示。會後丁怡銘召開記者會為政策背書時指稱曾獲臺北市副市長黃珊珊親自頒發2020年臺北國際牛肉麵節冠軍的皇家傳承牛肉麵用了含有萊克多巴胺的美國牛肉，對此業者發出零檢出報告自清。丁怡銘隨後道歉並向業者下訂100碗牛肉麵致歉，事後在Facebook上貼出訂單截圖。不料被網友發現訂單上打有行政院的統一編號「03722403」，遭質疑是為了要報公款。丁怡銘解釋，是行政院秘書出於習慣打了統編，這筆錢是他自己要出的，為避免外界誤解，已向店家重新下訂 。
2020年11月15日晚間，丁怡銘表示因在野黨刻意政治操作，身為發言人的角色與工作難以為團隊加分，更為避免對行政團隊的政務推動造成困擾，已向行政院長蘇貞昌提出辭呈，行政院發言人一職由行政院秘書長李孟諺代理，2021年2月18日，由政務委員羅秉成兼任政院發言人 ；但其後丁怡銘仍以幕僚身分進出政院「指導」媒體、網路相關事務。
後來，台北地檢署偵查後認為店家使用的美國牛肉的確有餵含萊劑飼料，但屠宰兩天前停用，認定丁怡銘言論並無不當而不起訴處分。
根據中央社報導，檢察官偵辦期間，函詢皇家傳承公司所使用的美國牛肉，於2019、2020年間的3家供應廠商，他們回函表示，上游廠商販售給台灣地區牛隻全部均有使用添加萊克多巴胺飼料予以飼養，屠宰前24至48小時會停止餵食含添加萊克多巴胺的飼料，進口的美國牛肉均有符合萊克多巴胺的殘留容許量等內容。檢方認為，由供應廠商回覆內容，均可證明丁怡銘當時表示「萊克多巴胺的美牛」或「萊劑美牛」等語，確實與皇家傳承所使用美國牛肉的飼養過程相符，難以認定丁怡銘所言屬於謠言或不實訊息。另外，查無其他證據認定丁怡銘有何不法行為，予不起訴處分。對此，台北市長柯文哲批評丁是傷害無辜店家的人才。

### 行政權侵擾立法權
2021年，丁怡銘回任行政院顧問後，民進黨府院黨高層針對是否提出公投對案進行開會，後來有與會者將消息走漏，透露行政院長蘇貞昌對此持保留態度，被黨內人士認為是為了保住其院長一職而意見分歧。據傳丁怡銘欲得知消息如何走漏，直接致電立法院長游錫堃國會辦公室，試圖追查是否為游的幕僚對媒體釋出蘇對公投的立場。
行政院在此報導公開之後，由行政院發言人羅秉成表示內容不實，並要媒體加強事實查核。由於游在受訪時表示「有事可以循正常管道溝通」，被認為間接證實丁的行為，對此羅表示行政院和立法院經常溝通且態度平和。